# 바누아투날여우박쥐
바누아투날여우박쥐 또는 흰날여우박쥐(Pteropus anetianus)는 큰박쥐과에 속하는 박쥐의 일종이다. 바누아투의 토착종이다. 사모아날여우박쥐와 가장 밀접한 관계를 갖고 있다.